# Mutter
Mutter je treći studijski album njemačkog industrial metal-sastava Rammstein. Objavljen je 2. travnja 2001.
Album je objavljen u raznim verzijama. U Europi je izdan Digipack, koji je importiran u druge zemlje. 2 CD-a verzija sa snimkom pjesme Sonne i s pjesmom Hallelujah je objavljena u SAD. Na japanskom izdanju se nalazi pjesma Hallelujah, sakrivena dvije minute poslije zadnje pjesme.

## Popis pjesama
1. "Mein Herz brennt" - 4:39
2. "Links 2-3-4" - 3:36
3. "Sonne" - 4:32
4. "Ich Will" - 3:37
5. "Feuer frei!" - 3:08
6. "Mutter" - 4:28
7. "Spieluhr" - 4:46
8. "Zwitter" - 4:17
9. "Rein, raus" -3:10
10. "Adios" - 3:48
11. "Nebel" - 4:54

## Singlovi
- "Sonne"
- "Links 2-3-4"
- "Ich will"
- "Mutter"
- "Feuer frei!"